# ロンドンSS
ロンドンSSはイギリスの初期パンク・ロックバンド。1975年にギターのミック・ジョーンズとベースのトニー・ジェイムスにより結成された。
バンドの短い歴史のほとんどは、メンバーのオーディションに費やされた。ジョーンズとジェイムス以外には、ギタリストのブライアン・ジェイムス（トニーとの血縁関係は無い）が半固定のメンバーとしていたのみである。他に、「ザ・ハリウッド・ブラッツ」のメンバーで後にボーイズを結成したマット・デンジャーフィールドとカジノ・スティールともプレイした。
多くの著名ミュージシャンがバンドのオーディションを受けたが、合格しなかった。この中には後のザ・クラッシュのメンバー、ポール・シムノンやテリー・チャイムズもいる。もう一人のクラッシュ・メンバー、トッパー・ヒードンは、バンド参加の要請を断っている。後のザ・ダムドのドラマー、ラット・スケイビーズは当時すでに自らのプロトパンク・バンドを持っていたが、ロンドンSSでもプレイしている。ローランド・ホットもドラマーとして参加している。パンク詩人のパトリック・フィッツジェラルドもオーディションを希望した。
バンドが録音したのはジェイムス、ジョーンズ、（ブライアン）ジェイムス、ホットによるデモのみである。音楽的には、ストレートなロックンロールや1960年代のリズム・アンド・ブルースのカヴァーを演奏していたが、メンバーはバンドの音楽にお粗末さを感じていた。
1976年にホットが追い出されると、ブライアン・ジェイムスとスケイビーズはそれぞれザ・サブテラニアンズ、後にザ・ダムドを結成するために去った。もう一人のジェイムスもビリー・アイドル他二人と、後にジェネレーションXとなるチェルシーを結成した。ジョーンズ、シムノン、チャイムズはジョー・ストラマーと組み、ザ・クラッシュを結成する。後にチャイムズはヒードンに取って代わられたが、さらに再び入れ替わっている。結局、ロンドンSSはバンド自身のキャリアよりも、個々のバンドメンバーの後の活躍により有名になった。
バンド名の『SS』がナチ戦争犯罪に関係の深い親衛隊を想起させるため、ある方面の不安を引き起こした。この事は、後にクラッシュがイギリスの最も左翼的バンドになったときジョーンズにつきまとった。しかし他のロンドンSS出身メンバーは、当時の彼らの貧困に触れ、「社会保障 (Social Security)」説を表明した。他説では、これはファシスト政治への支持ではなく、この言葉の持つ多様性や衝撃度を狙ったものだとされている。